# Берёза лещинолистная
Берёза лещинолистная (лат. Betula corylifolia) — вид деревьев рода Берёза (Betula) семейства Берёзовые (Betulaceae).

## Распространение и экология
В природе ареал вида охватывает Японию.
Произрастает в горах северной и средней части острова Хонсю.

## Ботаническое описание
Дерево высотой до 20 м с приподнимающимися вверх ветвями. Кора бледно-серая или почти белая, гладкая.
Почки короткие, толстые, опушённые. Листья эллиптические до обратнояйцевидных, длиной 4—8 см, шириной 3—5 см, неравнобокие, у основания клиновидные, крупно-зубчатые, сверху в молодости по жилкам опушённые, позже голые, снизу сероватые, по жилкам шелковисто-опушённые, на шелковисто-опушённых черешках длиной 1—1,5 см.
Пестичные серёжки почти цилиндрические, длиной 3—4,5 см, диаметром 1—1,2 см, на короткой ножке, прямостоячие или отогнутые. Прицветные чешуи опушённые, с продолговато-линейными лопастями, средняя лопасть острая, вдвое длиннее боковых.
Плод — яйцевидный орешек (плод) с узкими крыльями.

## Классификация

### Таксономия
Вид Берёза лещинолистная входит в род Берёза (Betula) подсемейства Берёзовые (Betuloideae) семейства Берёзовые (Betulaceae) порядка Букоцветные (Fagales).
|  |                                      |  |                                                             |                                                             |                     |  | ещё 7 семейств (согласно Системе APG II) | ещё 7 семейств (согласно Системе APG II)                   |                                                            |  |  |  | ещё 1—2 рода        | ещё 1—2 рода             |  |  |
|  |                                      |  |                                                             |                                                             |                     |  | ещё 7 семейств (согласно Системе APG II) | ещё 7 семейств (согласно Системе APG II)                   |                                                            |  |  |  | ещё 1—2 рода        | ещё 1—2 рода             |  |  |
|  |                                      |  |                                                             | порядок Букоцветные                                         |                     |  |                                          |                                                            | подсемейство Берёзовые                                     |  |  |  |                     | вид Берёза лещинолистная |  |  |
|  |                                      |  |                                                             | порядок Букоцветные                                         |                     |  |                                          |                                                            | подсемейство Берёзовые                                     |  |  |  |                     | вид Берёза лещинолистная |  |  |
|  | отдел Цветковые, или Покрытосеменные |  |                                                             |                                                             | семейство Берёзовые |  |                                          |                                                            | род Берёза                                                 |  |  |  |                     |                          |  |  |
|  | отдел Цветковые, или Покрытосеменные |  |                                                             |                                                             |                     |  |                                          |                                                            |                                                            |  |  |  |                     |                          |  |  |
|  |                                      |  | ещё 44 порядка цветковых растений (согласно Системе APG II) | ещё 44 порядка цветковых растений (согласно Системе APG II) |                     |  |                                          | ещё одно подсемейство, Лещиновые (согласно Системе APG II) | ещё одно подсемейство, Лещиновые (согласно Системе APG II) |  |  |  | ещё более 110 видов |                          |  |  |
|  |                                      |  |                                                             | ещё 44 порядка цветковых растений (согласно Системе APG II) |                     |  |                                          |                                                            | ещё одно подсемейство, Лещиновые (согласно Системе APG II) |  |  |  |                     |                          |  |  |